# Ardesio
Ardesio – miejscowość i gmina we Włoszech, w regionie Lombardia, w prowincji Bergamo.
Według danych na styczeń 2009 gminę zamieszkiwało 3679 osób przy gęstości zaludnienia 68,4 os./1 km².